# Alexander Siddig
Alexander Siddig (* 21. listopadu 1965 Súdán), vlastním jménem Siddig El Tahir El Fadil El Siddig Abderrahman Mohammed Ahmed Abdel Karim El Mahdi (arabsky صدّيق الطاهر الفاضل الصدّيق عبدالرحمن محمد أحمد عبدالكريم المهدي‎), je britský herec súdánského původu. Dříve také používal zkrácené jméno Siddig El Fadil.
Narodil se v Súdánu anglické matce (jeho strýcem je herec Malcolm McDowell) a súdánskému otci (strýcem z otcovy strany je bývalý súdánský premiér Sádik al-Mahdí; Siddig je zároveň také potomkem náboženského reformátora Muhammada al-Máhdího), většinu života však strávil v Anglii. Studoval herectví na London Academy of Music and Dramatic Art, poté působil v divadlech v Manchesteru a v Londýně. V roce 1987 obdržel malou roli ve snímku Sammy and Rosie Get Laid, o tři roky později se objevil v televizním filmu A Dangerous Man: Lawrence After Arabia. Mezi lety 1993 a 1999 hrál doktora Juliana Bashira, jednu z hlavních postav ve sci-fi seriálu Star Trek: Stanice Deep Space Nine (dvě epizody také režíroval), ve stejné roli hostoval též v první části dvojepizody „Dědictví otců“ seriálu Star Trek: Nová generace. V prvním desetiletí 21. století hrál například ve filmech Vertical Limit, Království ohně, Království nebeské, Poslední legie, Soudný den nebo Souboj Titánů, objevil se také např. v seriálu 24 hodin, ve čtvrté a páté řadě seriálu Pravěk útočí ztvárnil postavu Phillipa Burtona.
V letech 1997–2001 byl ženatý s Nanou Visitorovou, představitelkou Kiry Nerys ze Stanice Deep Space Nine. Mají spolu syna Djanga El Tahir El Siddiga (* 1996).